# These Final Hours - 12 ore alla fine
These Final Hours - 12 ore alla fine (These Final Hours) è un film del 2013 scritto e diretto da Zak Hilditch.

## Trama
Un meteorite si è scontrato con la Terra nel Nord Atlantico, lasciando circa dodici ore fino a che la conseguente tempesta di fuoco globale raggiunga l'Australia Occidentale. A Perth James e la sua amante Zoe hanno un rapporto sessuale per l'ultima volta nella sua casa al mare, dove lei gli rivela di essere incinta. Sapendo di avere ormai le ore contate e che la loro morte è inevitabile, James lascia la ragazza per partecipare ad una festa e concludere nel migliore dei modi la sua esistenza. Durante il tragitto per la festa, James salva una bambina di nome Rose dalle grinfie di due uomini. La bambina spiega di essere stata separata da suo padre mentre si recavano da sua zia a Roleystone. Non volendo sprecare benzina, James intende lasciare Rose con sua sorella, ma arrivato trova la sorella e suo marito morti sotto la doccia e le figlie seppellite in giardino, in un apparente omicidio-suicidio.
James raggiunge la festa con Rose al seguito. Nel delirante party, fatto di orge e droghe, James ritrova la fidanzata Vicki fortemente intossicata dalle droghe. James lascia Rose in piscina, mentre discute con Vicki. La ragazza spiega che suo fratello Freddy ha costruito un bunker nel garage ma James, provato, le spiega che non funzionerà e che moriranno tutti comunque. Nel frattempo, all'esterno, una donna instabile segue Rose, sostenendo che lei è sua figlia Mandy. Costringe la bambina a prendere una pillola di ecstasy, sostenendo che l'aiuterà a ritrovare la sua famiglia. James trova Rose in preda alle allucinazioni e al vomito e decide di lasciare la festa. James porta Rose a casa della madre, con cui non ha rapporti da molto tempo e dove ha modo di riconciliarsi con lei.
Successivamente arrivano a casa della zia di Rose, ma non trovano nessuno. Poco dopo James scopre i corpi dell'intera famiglia di Rose, compreso il padre, in un prato in quello che sembra essere un suicidio di massa. Rose decide di rimanere accanto al padre fino alla fine. James e Rose si dicono addio e il ragazzo inizia una corsa disperata per raggiungere Zoe prima che sia troppo tardi. Trova Zoe sulla spiaggia, che sta guardando la tempesta di fuoco avvicinarsi. Lei è inizialmente ostile verso James, ma i due si riappacificano e si confessano il loro reciproco amore. La coppia si abbraccia e si gira verso l'oceano venendo investita dalla tempesta di fuoco.

## Distribuzione
Presentato in anteprima al Melbourne International Film Festival ad agosto 2013, successivamente è stato presentato nella sezione Quinzaine des Réalisateurs al Festival di Cannes 2014.
È stato distribuito nelle sale cinematografiche australiane il 31 luglio 2014. In Italia è stato distribuito il 20 novembre 2014 a cura della Indie Pictures.

### Incassi
These Final Hours in distribuzione limitata in Australia, ha guadagnato 360.234 dollari, mentre in Italia ha guadagnato 40.361 €.

### Critica
Rotten Tomatoes, riporta che l'81% della critiche sono recensioni positive; il punteggio medio è stato di 7.2 su 10. La critica ha dichiarato: "Il regista-sceneggiatore Zak Hilditch con la sua sceneggiatura provocante- e una performance stellare da parte di Angourie Rice - fanno di These Final Hours un film valido, anche se l'argomento "fine del mondo" è fin troppo familiare." Metacritic ha classificato il film come 57 su 100, basandosi su 6 recensioni.

## Riconoscimenti
- 2014 - Sitges - Festival internazionale del cinema fantastico della Catalogna
  - Miglior attore a Nathan Phillips
- 2015 - Australian Film Critics Association Awards
  - Miglior attrice non protagonista a Sarah Snook
  - Candidatura per la Miglior attrice a Angourie Rice
  - Candidatura per il Miglior attore a Nathan Phillips
- 2015 - Festival internazionale del film fantastico di Gérardmer
  - Miglior colonna sonora a Cornel Wilczek